# Kettingschallebijter
De kettingschallebijter of gekorrelde veldloopkever (Carabus granulatus) is een kever uit de familie loopkevers (Carabidae). De wetenschappelijke naam van de soort werd in 1758 gepubliceerd door Carl Linnaeus in de tiende editie van Systema naturae.

## Levenswijze
De kettingschallebijter leeft in gebieden met een strooisellaag waarin hij zijn prooien vindt, en wordt aangetroffen in graslanden, bossen en soms in tuinen. Deze snelle jager is 's nachts actief en kan overdag gevonden worden onder stenen en houtblokken. De kettingschallebijter is een van de weinige Carabus-soorten die kunnen vliegen; de meeste andere schallebijters hebben slechts rudimentaire vleugels.
Het voedsel bestaat vooral uit wormen en slakken. De kever zoekt zijn prooidieren al rennend en knipt ze vervolgens in stukjes met zijn kaken. De van uitsteeksels voorziene larve jaagt eveneens voornamelijk op weekdieren. Omdat de larve veel minder mobiel is blijft deze vaak rond dezelfde plant of struik.

## Uiterlijk
De kleur is variabel. Meestal is deze donkerbruin tot zwart, maar ook oranjerode, groene en zwarte exemplaren komen voor. De lengte is ongeveer 15 tot 23 millimeter. Kenmerkend voor de soort is de afwisseling op de dekschilden van rechte lengtegroeven en kettingachtige groeven van kleine bultjes. De sprieten hebben ongeveer de helft van de lichaamslengte.